# Xuân Thủy, Kim Bôi
Xuân Thủy là một xã thuộc huyện Kim Bôi, tỉnh Hòa Bình, Việt Nam.

## Địa lý
Xã Xuân Thủy nằm ở phía bắc huyện Kim Bôi, có vị trí địa lý:
- Phía đông giáp xã Hùng Sơn và xã Kim Lập
- Phía tây giáp thị trấn Bo và các xã Đông Bắc, Vĩnh Đồng
- Phía nam giáp xã Kim Lập
- Phía bắc giáp xã Bình Sơn và xã Hùng Sơn.

Xã Xuân Thủy có diện tích 30,97 km², dân số năm 2018 là 8.944 người, mật độ dân số đạt 289 người/km².

## Lịch sử
Trước năm 1945, địa bàn xã Xuân Thủy hiện nay là một phần xã Hạ Bì thuộc tổng Kim Bôi và một phần xã Nật Sơn thuộc tổng Tú Sơn, châu Lương Sơn. Sau Cách mạng Tháng Tám, các xã Hạ Bì và Nật Sơn thuộc huyện Lương Sơn.
Ngày 10 tháng 11 năm 1956, Ủy ban kháng chiến hành chính Liên khu 3 ban hành quyết định chia xã Nật Sơn thành 5 xã: Bắc Sơn, Bình Sơn, Hùng Tiến, Nật Sơn, Sơn Thủy.
Ngày 22 tháng 1 năm 1957, Ủy ban kháng chiến hành chính Liên khu 3 ban hành quyết định chia xã Hạ Bì thành 4 xã: Hạ Bì, Lập Chiệng, Thượng Bì, Trung Bì.
Ngày 17 tháng 4 năm 1959, huyện Kim Bôi được thành lập, các xã Sơn Thủy, Thượng Bì và Trung Bì chuyển sang trực thuộc huyện Kim Bôi.
Ngày 27 tháng 3 năm 1978, Bộ trưởng Phủ Thủ tướng ban hành Quyết định 53-BT. Theo đó, sáp nhập hai xã Thượng Bì và Trung Bì trở lại xã Hạ Bì.
Ngày 27 tháng 3 năm 1999, Chính phủ ban hành Nghị định số 15/1999/NĐ-CP. Theo đó:
- Tái lập xã Trung Bì trên cơ sở 1.394,4 ha diện tích tự nhiên và 2.380 người của xã Hạ Bì
- Tái lập xã Thượng Bì trên cơ sở 1.555,57 ha diện tích tự nhiên và 2.407 người của xã Hạ Bì.

Đến năm 2018, xã Sơn Thủy có diện tích 10,91 km², dân số là 3.382 người, mật độ dân số đạt 310 người/km²; xã Thượng Bì có diện tích 11,19 km², dân số là 2.853 người, mật độ dân số đạt 255 người/km²; xã Trung Bì có diện tích 8,87 km², dân số là 2.709 người, mật độ dân số đạt 305 người/km².
Ngày 17 tháng 12 năm 2019, Ủy ban Thường vụ Quốc hội ban hành Nghị quyết số 830/NQ-UBTVQH14 về việc sắp xếp các đơn vị hành chính cấp huyện, cấp xã thuộc tỉnh Hòa Bình (nghị quyết có hiệu lực từ ngày 1 tháng 1 năm 2020). Theo đó, sáp nhập toàn bộ diện tích và dân số của ba xã Sơn Thủy, Thượng Bì và Trung Bì thành xã Xuân Thủy.